# Туруру
Туруру (порт. Tururu)  —  муниципалитет в Бразилии, входит в штат Сеара. Составная часть мезорегиона Север штата Сеара. Входит в экономико-статистический  микрорегион Урубуретама. Население составляет 12 667 человек на 2006 год. Занимает площадь 192,548 км². Плотность населения — 65,8 чел./км².

## История
Город основан 19 июня 1987 года. 

## Статистика
- Валовой внутренний продукт на 2003 составляет 18.526.545,00 реалов (данные: Бразильский институт географии и статистики).
- Валовой внутренний продукт на душу населения на 2003 составляет 1.527,21 реалов (данные: Бразильский институт географии и статистики).
- Индекс развития человеческого потенциала на 2000 составляет 0,600 (данные: Программа развития ООН).

## География
Климат местности: полупустыня.